# شب جمعه
شبِ جمعه اصطلاحی است که برای شبِ پیش از روزِ جمعه (پنج‌شنبه‌شب) گفته می‌شود. این اصطلاح در فرهنگ ایران و زبان فارسی بسیار رایج است و دارای سابقه‌ای طولانی می‌باشد. اصطلاح شب جمعه در ایران و برخی کشورهای دیگر به چهار منظور کاربرد دارد:
- زمانی است مناسب و تعیین شده برای رفتن بر مزار و فاتحه‌خوانی برای مردگان.
- ‌ زمانی است مناسب برای پخش خیرات و همچنین به جا آوردن عبادات مذهبی مثل نماز و نیایش.
- زمانی است تأکید شده برای انجام عمل آمیزش با همسر به قصد زادآوری و تولید مثل.[۱][۲][۳]
- زمانی است پر رونق برای کسب و کار.